# Emanat-ı mukaddese

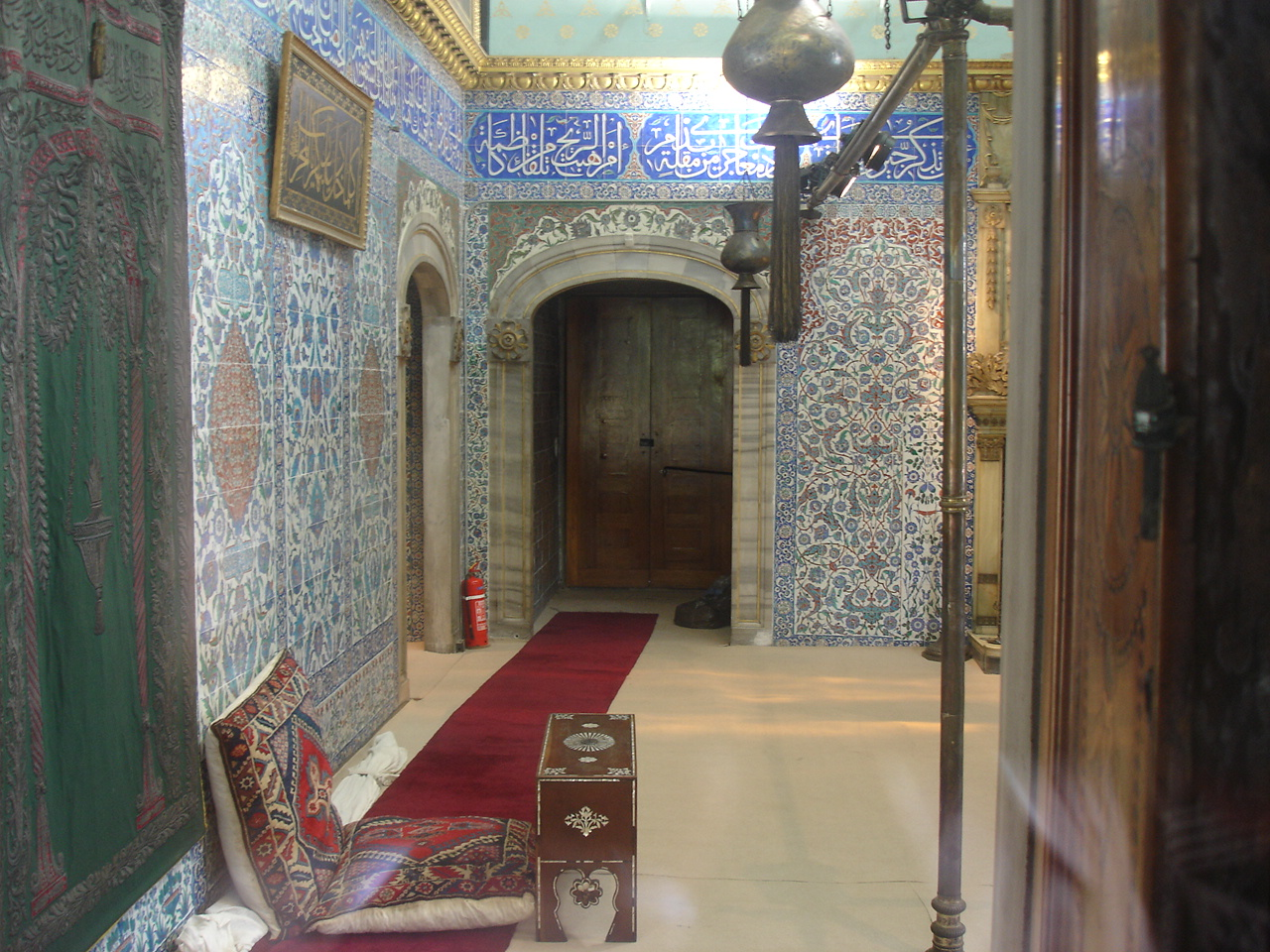
Die Kammer des Heiligen Mantels

Emanat-ı mukaddese (arabisch الأمانات المقدسة, DMG al-Amānāt al-muqaddasa; türkisch Kutsal Emanetler) ist eine Sammlung islamischer Reliquien im Topkapı Sarayı in Istanbul. Die meisten Teile der Sammlung werden auf den Propheten Mohammed zurückgeführt.
Sultan Selim I., genannt Yavuz („der Gestrenge“), brachte einen Teil der Reliquien im Jahre 1517 von seinem Ägyptenfeldzug mit. Weitere Stücke wurden später zusammengetragen, unter anderem durch Ömer Fahrettin Türkkan vor dem Verlust Medinas an die arabischen Rebellen im Jahre 1916. Weitere Stücke wurden käuflich erworben. Insgesamt handelt es sich um 605 Gegenstände.
Die Reliquien werden in der ehemaligen osmanischen Sultansresidenz Topkapı Sarayı im Mukaddes Emanetler Dairesi aufbewahrt. Die persönliche Verantwortung der osmanischen Sultane für die Reichsreliquien war neben ihrer Funktion als „Hüter der Heiligen Stätten“ Mekka und Medina fester Bestandteil ihrer Legitimation als Kalifen, ein Titel, den sie erst Ende des 18. Jahrhunderts offiziell beanspruchten.
Die bekanntesten Reliquien sind:
- Ein goldener Schrein mit dem Mantel des Propheten (Hırka-i Şerif)
- Barthaare des Propheten (Sakal-ı Şerif)
- Die Standarte des Propheten (Sancak-i Şerif)
- Pfeil und Bogen des Propheten (Kavs-i Saâdet)
- Das Schwert des Propheten und Schwerter wichtiger Prophetengenossen
- Ein Brief des Propheten an einen Lügenpropheten
- Verschiedene Fußspuren des Propheten
- Das Siegel des Propheten (Mühr-i Saâdet), eine Kopie des Siegels Mohammeds
- Ein Koranexemplar, das der Kalif Uthman ibn Affan unmittelbar vor seiner Ermordung gelesen haben soll
- Ein Kelch des Propheten (Kadeh-i Şerif)
- Der Stab des Propheten (Asa-i Nebevi)
- Schuhe des Propheten (Na'l-i Şerif)
- Ein steinerner Topf Abrahams
- Ein Schwert Davids
- Drei Sandalen, die als başmak-ı şerif bezeichnet werden

Die Echtheit der Reliquien wurde bisher nicht von neutralen Wissenschaftlern untersucht und ist deshalb nicht bewiesen.